# Maís
Maís (sing. maí) ou marrins (sing. marrim), por vezes chamados mahis, são um povo do Benim do grupo tribal jeje do norte de Abomei, sobretudo em Cové, no departamento de Zou. Há também grande concentração deles em Pauignan e Dassa-Zumé, no departamento de Colinas.